# SummerSlam (2007)
SummerSlam 2007 fue la vigésima edición de SummerSlam, un evento pago por visión de lucha libre profesional producido por la World Wrestling Entertainment (WWE). Tuvo lugar el 26 de agosto de 2007 desde el Continental Airlines Arena en East Rutherford, Nueva Jersey.
Originalmente la frase del evento fue The Biggest Party of the Summer. Pero fue Cambiado por The Party Is Over. Y el primer póster promocional incluyó a Umaga con los protagonistas de Jackass, pero fue cambiado por uno que solo incluía a Triple H. El tema oficial del evento fue "Whine Up" de la cantante Kat DeLuna.
Este fue el tercer SummerSlam transmitido desde el Continental Airlines Arena, siendo anteriormente en las ediciones de los años 1989 y 1997.
El evento fue oficialmente anunciado en un House Show de RAW el 28 de diciembre del 2006, realizado en el Continental Airlines Arena. Los tickets para SummerSlam 2007 salieron a la venta el 30 de diciembre, y se vendieron en sólo 40 minutos.

## Resultados

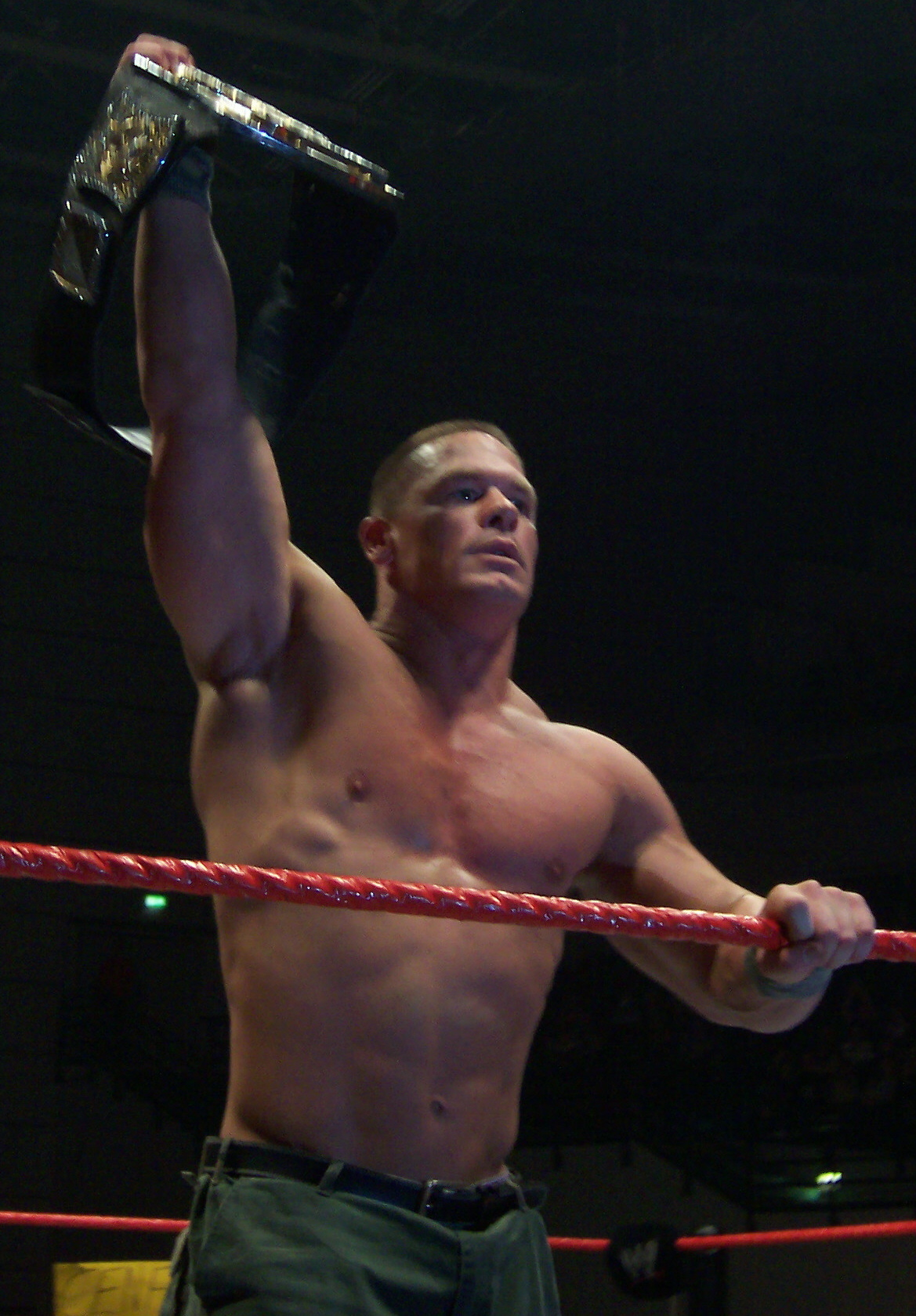
John Cena como Campeón de la WWE en 2007

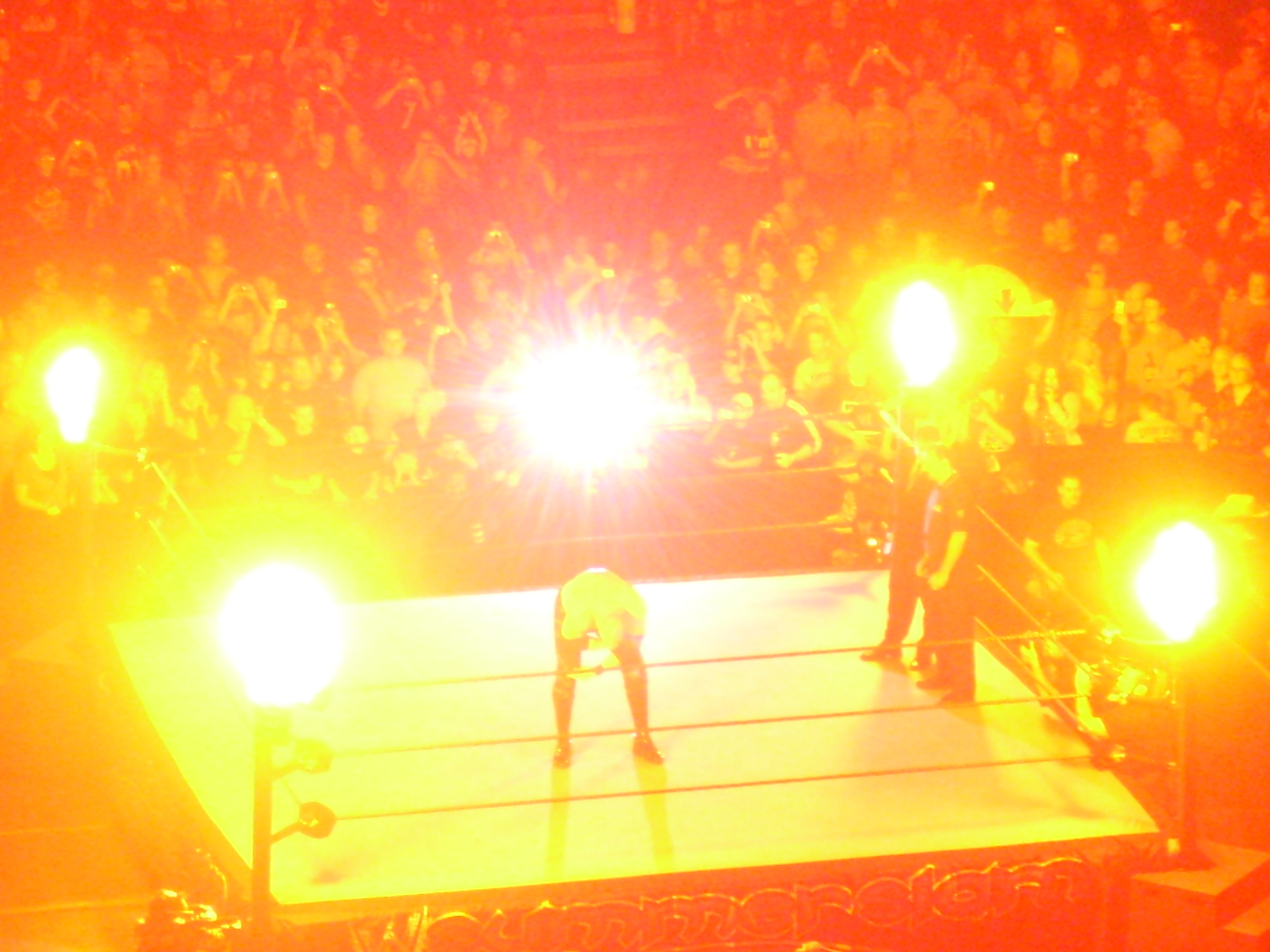
Kane haciendo su entrada antes de su lucha contra Finlay

- Dark Match: Lance Cade & Trevor Murdoch derrotaron a Paul London & Brian Kendrick
  - Cade cubrió a Kendrick.
- Kane derrotó a Finlay (8:48)
  - Kane cubrió a Finlay después de una "Chokeslam".
- Umaga derrotó a Mr. Kennedy y Carlito reteniendo el Campeonato Intercontinental (7:22)
  - Umaga cubrió a Kennedy después de un "Samoan Spike".
- Rey Mysterio derrotó a Chavo Guerrero (12:04)
  - Mysterio cubrió a Chavo después de un "619" y un "Pickin' Da Dime".
  - Esta lucha marcó el regreso de Rey Mysterio a la WWE, luego de su lesión en la rodilla
- Beth Phoenix derrotó a Michelle McCool, Victoria, Torrie Wilson, Kelly Kelly, Brooke, Layla, Mickie James, Melina, Maria, Kristal Marshall y Jillian Hall en una Interpromotional Battle Royal (7:06)
  - Beth eliminó finalmente a Michelle McCool ganando la lucha.
  - Beth ganó una oportunidad por el Campeonato Femenino en Unforgiven.
- John Morrison derrotó a CM Punk y retuvo el Campeonato de la ECW (7:09)
  - Morrison cubrió a Punk con un "Diving Headbutt".
- Triple H derrotó a King Booker (con  Queen Sharmell) (7:58)
  - Triple H cubrió a Booker después de un "Pedigree".
  - Esta lucha marcó el regreso de Triple H a la WWE, luego de su lesión en los cuádriceps.
- Batista derrotó al Campeón Mundial Peso Pesado The Great Khali (con  Ranjin Singh) por descalificación (6:57)
  - Khali fue descalificado al usar una silla para atacar a Batista.
  - Como consecuencia, Khali retuvo el título.
  - Después de la lucha, Batista atacó a Khali.
- John Cena derrotó a Randy Orton y retuvo el Campeonato de la WWE (21:20)
  - Cena cubrió a Orton después de un "FU".

## Entradas y eliminaciones de la Divas Battle Royal
Rojo ██ indica las divas de RAW, azul ██ indica las divas de Smackdown!, y gris ██ indica las divas de ECW. 

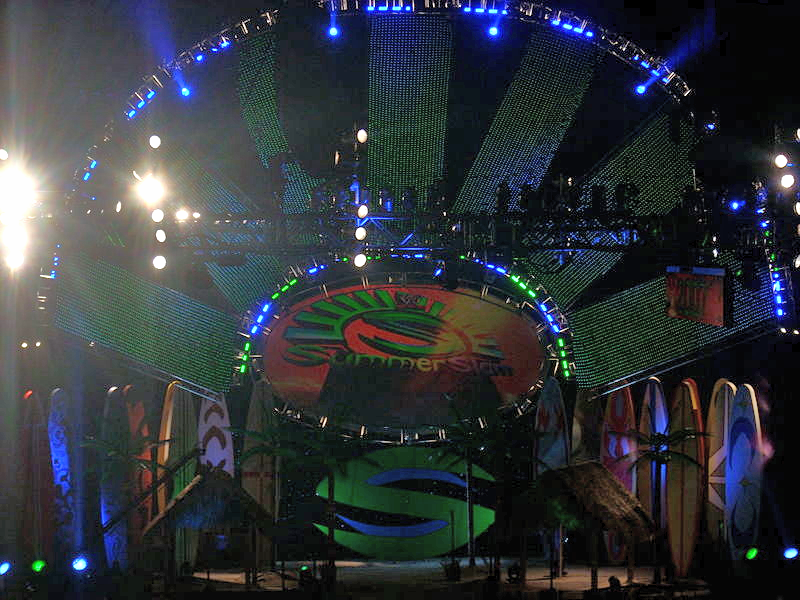
Ecenografia de Summerslam

| Entradas y Marca | Entradas y Marca | Entradas y Marca | Eliminada por | Eliminada por                   |
| ---------------- | ---------------- | ---------------- | ------------- | ------------------------------- |
| 1                | Maria            | Raw              | 2             | Jillian Hall                    |
| 2                | Beth Phoenix     | Raw              | -             | GANADORA                        |
| 3                | Melina           | Raw              | 9             | Michelle McCool & Torrie Wilson |
| 4                | Jillian Hall     | Raw              | 7             | Torrie Wilson                   |
| 5                | Mickie James     | Raw              | 8             | Melina                          |
| 6                | Torrie Wilson    | SmackDown        | 10            | Beth Phoenix                    |
| 7                | Victoria         | SmackDown        | 4             | Kristal Marshall                |
| 8                | Kristal Marshall | SmackDown        | 5             | Michelle McCool                 |
| 9                | Michelle McCool  | SmackDown        | 11            | Beth Phoenix                    |
| 10               | Layla            | ECW              | 3             | Melina                          |
| 11               | Kelly Kelly      | ECW              | 6             | Beth Phoenix & Jillian Hall     |
| 12               | Brooke           | ECW              | 1             | Beth Phoenix                    |

## Otros roles
| Comentaristas de RAW - Jim Ross - Jerry "The King" Lawler Comentaristas de SmackDown! - Michael Cole - John "Bradshaw" Layfield Comentaristas de ECW - Joey Styles - Tazz Comentaristas en Español - Carlos Cabrera - Hugo Savinovich Anunciadores - Lillian Garcia - RAW - Tony Chimel - SmackDown! - Justin Roberts - ECW | Árbitros de RAW - Mike Chioda - Jack Doan - Marty Elias - Chad Patton Árbitros de SmackDown! - Jim Korderas - Charles Robinson - Mickie Henson Árbitros de ECW - Scott Armstrong - John Cone | Otros - Vince McMahon - WWE Chairman - Jonathan Coachman - Asistente ejecutivo de Vince McMahon - William Regal - General Manager de RAW - Theodore Long - General Manager de SmackDown! - Armando Estrada - General Manager de ECW - Santino Marella - Cryme Tyme (JTG y Shad Gaspard) - Mae Young |  |